# Herrarnas höjdhopp vid världsmästerskapen i friidrott 2022
Herrarnas höjdhopp vid världsmästerskapen i friidrott 2022 avgjordes mellan den 15 och 18 juli 2022 på Hayward Field i Eugene i USA.
Qatariska Mutaz Essa Barshim tog guld efter ett hopp på världsårsbästat 2,37 meter. Silvret togs av sydkoreanska Woo Sang-hyeok som tangerade nationsrekordet och bronset togs av ukrainska Andrij Protsenko.

## Rekord
Innan tävlingens start fanns följande rekord:
| Rekord                                         | Idrottare                | Distans | Plats                 | Datum            |
| ---------------------------------------------- | ------------------------ | ------- | --------------------- | ---------------- |
| Världsrekord                                   | Javier Sotomayor (CUB)   | 2,45 m  | Salamanca, Spanien    | 27 juli 1993     |
| Mästerskapsrekord                              | Bohdan Bondarenko (UKR)  | 2,41 m  | Moskva, Ryssland      | 15 augusti 2013  |
| Världsårsbästa                                 | Ilja Ivanjuk (ANA)       | 2,34 m  | Moskva, Ryssland      | 7 juni 2022      |
| Afrikanskt rekord                              | Jacques Freitag (RSA)    | 2,38 m  | Oudtshoorn, Sydafrika | 5 mars 2005      |
| Asiatiskt rekord                               | Mutaz Essa Barshim (QAT) | 2,43 m  | Bryssel, Belgien      | 5 september 2014 |
| Nord-, centralamerikanskt och karibiskt rekord | Javier Sotomayor (CUB)   | 2,45 m  | Salamanca, Spanien    | 27 juli 1993     |
| Sydamerikanskt rekord                          | Gilmar Mayo (COL)        | 2,33 m  | Pereira, Colombia     | 17 oktober 1994  |
| Europeiskt rekord                              | Patrik Sjöberg (SWE)     | 2,42 m  | Stockholm, Sverige    | 30 juni 1987     |
| Oceaniskt rekord                               | Tim Forsyth (AUS)        | 2,36 m  | Melbourne, Australien | 2 mars 1997      |
| Oceaniskt rekord                               | Brandon Starc (AUS)      | 2,36 m  | Eberstadt, Tyskland   | 26 augusti 2018  |

## Program
Alla tider är lokal tid (UTC−7).
| Datum   | Tid   | Omgång |
| ------- | ----- | ------ |
| 15 juli | 10:10 | Kval   |
| 18 juli | 17:45 | Final  |

## Resultat

### Kval
Kvalregler: Hopp på minst 2,30 meter 0Q0 eller de 12 friidrottare med längst hopp 0q0 gick vidare till finalen.
| Placering | Grupp | Namn                  | Nationalitet   | 2,17 m | 2,21 m | 2,25 m | 2,28 m | 2,30 m | Distans            | Noteringar |
| --------- | ----- | --------------------- | -------------- | ------ | ------ | ------ | ------ | ------ | ------------------ | ---------- |
| 1         | A     | Woo Sang-hyeok        | Sydkorea       | o      | o      | o      | o      |        | 2,28 m             | 0q0        |
| 1         | A     | Django Lovett         | Kanada         | o      | o      | o      | o      |        | 2,28 m             | 0q0, 0=SB0 |
| 1         | A     | Andrij Protsenko      | Ukraina        | o      | o      | o      | o      |        | 2,28 m             | 0q0        |
| 1         | A     | Mutaz Essa Barshim    | Qatar          | o      | –      | o      | o      |        | 2,28 m             | 0q0        |
| 5         | B     | Luis Zayas            | Kuba           | o      | xo     | o      | o      |        | 2,28 m             | 0q0        |
| 6         | A     | Tomohiro Shinno       | Japan          | o      | xo     | xo     | o      |        | 2,28 m             | 0q0        |
| 7         | B     | JuVaughn Harrison     | USA            | o      | o      | o      | xo     |        | 2,28 m             | 0q0        |
| 8         | B     | Yonathan Kapitolnik   | Israel         | o      | xo     | o      | xo     |        | 2,28 m             | 0q0        |
| 9         | A     | Shelby McEwen         | USA            | o      | o      | o      | xxo    |        | 2,28 m             | 0q0        |
| 9         | B     | Joel Baden            | Australien     | o      | o      | o      | xxo    |        | 2,28 m             | 0q0, 0SB0  |
| 11        | B     | Gianmarco Tamberi     | Italien        | o      | o      | xxo    | xxo    |        | 2,28 m             | 0q0        |
| 12        | B     | Edgar Rivera          | Mexiko         | o      | o      | o      | xxx    |        | 2,25 m             | 0q0        |
| 12        | B     | Mateusz Przybylko     | Tyskland       | o      | o      | o      | xxx    |        | 2,25 m             | 0q0        |
| 14        | B     | Hamish Kerr           | Nya Zeeland    | o      | xo     | o      | xxx    |        | 2,25 m             |            |
| 15        | B     | Oleh Dorosjtjuk       | Ukraina        | o      | o      | xo     | xxx    |        | 2,25 m             |            |
| 16        | A     | Marco Fassinotti      | Italien        | xo     | xo     | xo     | xxx    |        | 2,25 m             |            |
| 17        | A     | Thomas Carmoy         | Belgien        | o      | xo     | xxo    | xxx    |        | 2,25 m             |            |
| 18        | B     | Thiago Moura          | Brasilien      | o      | xxo    | xxo    | xxx    |        | 2,25 m             |            |
| 19        | A     | Tobias Potye          | Tyskland       | o      | o      | xxx    |        |        | 2,21 m             |            |
| 19        | B     | Ryoichi Akamatsu      | Japan          | o      | o      | xxx    |        |        | 2,21 m             |            |
| 21        | A     | Carlos Layoy          | Argentina      | o      | xo     | xxx    |        |        | 2,21 m             | 0=SB0      |
| 22        | A     | Loïc Gasch            | Schweiz        | xo     | xo     | xxx    |        |        | 2,21 m             |            |
| 23        | B     | Donald Thomas         | Bahamas        | o      | xxo    | xxx    |        |        | 2,21 m             |            |
| 23        | B     | Joel Clarke-Khan      | Storbritannien | o      | xxo    | xxx    |        |        | 2,21 m             |            |
| 25        | B     | Darius Carbin         | USA            | o      | xxx    |        |        |        | 2,17 m             |            |
| 26        | A     | Yual Reath            | Australien     | xxo    | xxx    |        |        |        | 2,17 m             |            |
| 27        | A     | Nauraj Singh Randhawa | Malaysia       | xxx    |        |        |        |        | Inget giltigt hopp |            |
| 28        | A     | Norbert Kobielski     | Polen          | xr     |        |        |        |        | Inget giltigt hopp |            |
| 29        | A     | Majd Eddin Ghazal     | Syrien         |        |        |        |        |        |                    | 0DNS0      |

### Final
Finalen startade den 18 juli klockan 17:45.
| Placering | Namn                | Nationalitet | 2,19 m | 2,24 m | 2,27 m | 2,30 m | 2,33 m | 2,35 m | 2,37 m | 2,39 m | 2,42 m | Distans | Noteringar |
| --------- | ------------------- | ------------ | ------ | ------ | ------ | ------ | ------ | ------ | ------ | ------ | ------ | ------- | ---------- |
| 1         | Mutaz Essa Barshim  | Qatar        | –      | o      | o      | o      | o      | o      | o      | –      | x      | 2,37 m  | 0VB0       |
| 2         | Woo Sang-hyeok      | Sydkorea     | o      | o      | o      | o      | xxo    | xo     | x-     | xx     |        | 2,35 m  | 0=NR0      |
| 3         | Andrij Protsenko    | Ukraina      | xo     | o      | xxo    | o      | o      | xx-    | x      |        |        | 2,33 m  | 0SB0       |
| 4         | Gianmarco Tamberi   | Italien      | o      | o      | o      | xxo    | xo     | xxx    |        |        |        | 2,33 m  | 0SB0       |
| 5         | Shelby McEwen       | USA          | o      | o      | o      | o      | xx-    | x      |        |        |        | 2,30 m  |            |
| 6         | Django Lovett       | Kanada       | o      | o      | o      | xxx    |        |        |        |        |        | 2,27 m  |            |
| 6         | Luis Zayas          | Kuba         | o      | o      | o      | xxx    |        |        |        |        |        | 2,27 m  |            |
| 8         | Tomohiro Shinno     | Japan        | xo     | xo     | o      | xxx    |        |        |        |        |        | 2,27 m  |            |
| 9         | JuVaughn Harrison   | USA          | o      | o      | xxo    | xxx    |        |        |        |        |        | 2,27 m  |            |
| 10        | Joel Baden          | Australien   | o      | xo     | xo     | xxx    |        |        |        |        |        | 2,27 m  |            |
| 11        | Yonathan Kapitolnik | Israel       | o      | o      | xxx    |        |        |        |        |        |        | 2,24 m  |            |
| 12        | Mateusz Przybylko   | Tyskland     | o      | xxo    | xxx    |        |        |        |        |        |        | 2,24 m  |            |
| 13        | Edgar Rivera        | Mexiko       | xo     | xxx    |        |        |        |        |        |        |        | 2,19 m  |            |